# Tshepo Motlhabankwe
Tshepo Motlhabankwe (Digawana, 17 de março de 1980) é um futebolista botsuanense que atua como defensor.

## Carreira
Tshepo Motlhabankwe representou o elenco da Seleção Botsuanense de Futebol no Campeonato Africano das Nações de 2012.